# Harvest Moon: Magical Melody
Harvest Moon: Magical Melody (牧場物語 しあわせの詩 for ワールド, Bokujō Monogatari: Shiawase no Uta for Wārudo) est un jeu vidéo de rôle et de simulation de vie développé par et édité par Marvelous Interactive, sorti en 2005 sur GameCube et Wii.